# S̆
Cette page contient des caractères spéciaux ou non latins. S’ils s’affichent mal (▯, ?, etc.), consultez la page d’aide Unicode.
S̆ (minuscule : s̆), appelé S brève, est une lettre additionnelle latine utilisée dans certains ouvrages linguistiques. Elle est généralement utilisée comme variante du S caron ‹ š ›, représentant une consonne fricative palato-alvéolaire sourde [ʃ].
Elle est composée d’un S diacritée d’une brève.

## Utilisation
S brève est utilisé comme symbole phonétique pour représenter une consonne fricative palato-alvéolaire sourde [ʃ], par exemple dans le Dictionnaire des patois romans de la Moselle de Léon Zéliqzon publié en 1924.
Le s brève est utilisé dans l’orthogaphe khinalug du poète Namik.

## Représentations informatiques
Le S brève peut être représenté avec les caractères Unicode suivants :
- décomposé (latin de base, diacritiques) :

| formes    | représentations | chaînes de caractères | points de code | descriptions                                |
| --------- | --------------- | --------------------- | -------------- | ------------------------------------------- |
| capitale  | S̆               | S◌̆                    | U+0053 U+0306  | lettre majuscule latine s diacritique brève |
| minuscule | s̆               | s◌̆                    | U+0073 U+0306  | lettre minuscule latine s diacritique brève |

## Sources
- (en) Tamrika Khvtisiashvili, Principal aspects of Xinaliq phonology and morphosyntax, University of Utah, 2013 (lire en ligne )
- Léon Zéliqzon, Dictionnaire des patois romans de la Moselle, Librairie Istra, 1924 (lire en ligne)